# Zespół Rabsona-Mendenhalla
Zespół Rabsona-Mendenhalla (ang. Rabson-Mendenhall syndrome) – rzadka choroba genetyczna związana z mutacjami w genie kodującym receptor insuliny. Charakteryzuje się ciężką insulinoopornością, zaburzeniami rozwojowymi i rogowaceniem ciemnym. W pojedynczych przypadkach opisywano współistnienie przerostu przysadki.
Zespół opisali Rabson i Mendenhall w 1956 roku.